# Фаустинополис
Фаустинопол (Faustinopolis) е древен град в малоазиатската Кападокия до днешния Башмакчи (Başmakçi) в Турция. Той лежи в подножието на Тавър планина на пътя от Тиана към киликийската врата (турски: Gülek Boğazı).
Градът е на мястото на с. Халала, което Марк Аврелий издига на град с ранг на римска colonia, в чест на умрялата му там съпруга Фаустина през 176 г.  Издигнатият там в нейна чест храм по-късно е преосветен за Елагабал. В късната Античност Фаустинопол е към провинция Cappadocia Secunda. Той става епископско седалище.
За локализацията на Фаустинопол допринася намереният надпис от времето на Гордиан III. Към руините на града има и един акропол.